# Liste der Kulturgüter in Freienbach
Die Liste der Kulturgüter in Freienbach enthält alle Objekte in der Gemeinde Freienbach im Kanton Schwyz, die gemäss der Haager Konvention zum Schutz von Kulturgut bei bewaffneten Konflikten, dem Bundesgesetz vom 20. Juni 2014 über den Schutz der Kulturgüter bei bewaffneten Konflikten sowie der Verordnung vom 29. Oktober 2014 über den Schutz der Kulturgüter bei bewaffneten Konflikten unter Schutz stehen.
Objekte der Kategorien A und B sind vollständig in der Liste enthalten, Objekte der Kategorie C fehlen zurzeit (Stand: 1. Januar 2023). Unter übrige Baudenkmäler sind zusätzliche Objekte zu finden, die gemäss Angaben des kantonalen Denkmalschutzes als geschützte Denkmäler eingestuft wurden und nicht bereits in der Liste der Kulturgüter enthalten sind.

## Kulturgüter
| Foto |                                                                                             | Objekt                                                              | Kat. | Typ | Standort                                        | Beschreibung |
| ---- | ------------------------------------------------------------------------------------------- | ------------------------------------------------------------------- | ---- | --- | ----------------------------------------------- | --- |
| ja   | Datei hochladen · Wikidata zu Pfarrkirche St. Peter und Paul und Martinskapelle (Q18002607) | Pfarrkirche St. Peter und Paul und Martinskapelle KGS-Nr.: 04787    | A    | G   | Ufenau 1.1, 1.2 701500 / 230540                 | |
| ja   | Datei hochladen · Wikidata zu Schlossanlage Pfäffikon (Q29525468)                           | Stiftsstatthalterei mit Schlossturm und Wassergraben KGS-Nr.: 04788 | A    | G   | Pfäffikon, Unterdorfstrasse 7–9 701236 / 229050 | |
| ja   | Datei hochladen · Wikidata zu Vögele Kultur Zentrum Pfäffikon (Q27487071)                   | Vögele Kultur Zentrum Pfäffikon KGS-Nr.: 08514                      | A    | S   | Pfäffikon, Gwattstrasse 14 702575 / 228483      | |
| BW   | Datei hochladen · Wikidata zu Holzbrücke Rapperswil–Hurden (Q1625439)                       | Hurden-Rosshorn KGS-Nr.: 09669                                      | A    | G   | 703750 / 230680                                 | Brücken/Stege vom Neolithikum bis zum Mittelalter Teil des UNESCO-Welterbes «Prähistorische Pfahlbauten um die Alpen» |
| ja   | Datei hochladen                                                                             | Ufenau KGS-Nr.: 09670                                               | A    | F   | Ufenau 701521 / 230520                          | Bronzezeitliche Seeufersiedlung, römischer Tempel, mittelalterliche Anlagen                                           |
| BW   | Datei hochladen                                                                             | Hurden-Seefeld KGS-Nr.: 16511                                       | A    | F   | 703300 / 229900                                 | Neolithische Seeufersiedlung Teil des UNESCO-Welterbes «Prähistorische Pfahlbauten um die Alpen»                      |
| ja   | Datei hochladen                                                                             | Lützelau KGS-Nr.: 16512                                             | A    | F   | 702570 / 230901                                 | Neolithische bis frühmittelalterliche Seeufersiedlung/Siedlungsplatz und frühmittelalterliche Kirche                  |
| ja   | Datei hochladen · Wikidata zu Pfarrkirche St. Adelrich (Q29881561)                          | Pfarrkirche St. Adelrich KGS-Nr.: 04789                             | B    | G   | Kirchstrasse 49.1 700131 / 229093               | |
| ja   | Datei hochladen · Wikidata zu Leutschenhaus (Q29881553)                                     | Leutschenhaus KGS-Nr.: 04790                                        | B    | G   | Leutschenrain 19 699415 / 228684                | |
| BW   | Datei hochladen · Wikidata zu Pfäffikon, Bauernhaus Lindenhof (Q29881557)                   | Bauernhaus Lindenhof KGS-Nr.: 04791                                 | B    | G   | Bäch, Lindenhofweg 8 698223 / 228871            | |
| ja   | Datei hochladen · Wikidata zu St. Meinrad (Pfäffikon SZ) (Q2321543)                         | katholische Kirche St. Meinrad mit Kirchenbezirk KGS-Nr.: 04792     | B    | G   | Pfäffikon, Mühlematte 701470 / 228569           | |
| ja   | Datei hochladen · Wikidata zu Kapelle unserer lieben Frau (Q29881552)                       | Kapelle unserer lieben Frau KGS-Nr.: 04793                          | B    | G   | Hurden, Hurdnerstrasse 135.1 703560 / 230161    | |
| BW   | Datei hochladen · Wikidata zu Bahnhofsgebäude Bahnhof Bäch (Q29881531)                      | Bahnhof Bäch KGS-Nr.: 12815                                         | B    | G   | Bäch, Seestrasse 68 697623 / 228580             | |
| BW   | Datei hochladen · Wikidata zu Feusi-Haus (Q29881533)                                        | Feusi-Haus KGS-Nr.: 12816                                           | B    | G   | Etzelstrasse 201a, b 701580 / 227700            | |
| ja   | Datei hochladen · Wikidata zu Friedhofkapelle (Q29881535)                                   | Friedhofkapelle KGS-Nr.: 12817                                      | B    | G   | Kirchstrasse 49.2 700158 / 229111               | |
| BW   | Datei hochladen · Wikidata zu Haus (Q29881537)                                              | Haus KGS-Nr.: 12818                                                 | B    | G   | Wilen, Breitenstrasse 100–102 698419 / 228368   | |
| BW   | Datei hochladen · Wikidata zu Haus (Q29881540)                                              | Haus KGS-Nr.: 12819                                                 | B    | G   | Pfäffikon, Oberwacht 27 701350 / 228289         | |
| BW   | Datei hochladen · Wikidata zu Haus (Q29881542)                                              | Haus KGS-Nr.: 12820                                                 | B    | G   | Pfyfferweg 13 697984 / 228704                   | |
| BW   | Datei hochladen · Wikidata zu Haus (Q29881538)                                              | Haus KGS-Nr.: 12821                                                 | B    | G   | Pfäffikon, Römerrain 3 701506 / 228438          | |
| BW   | Datei hochladen · Wikidata zu Haus Buchberg (Q29881546)                                     | Haus Buchberg KGS-Nr.: 12823                                        | B    | G   | Pfäffikon, Etzelstrasse 152 701819 / 227991     | |
| BW   | Datei hochladen · Wikidata zu Kapelle St. Konrad und Ulrich (Q29881549)                     | Kapelle St. Konrad und Ulrich KGS-Nr.: 12824                        | B    | G   | Wilen, Konradsweg 1.1 698213 / 228142           | |
| ja   | Datei hochladen · Wikidata zu Pfarrhaus (Q29881558)                                         | Pfarrhaus KGS-Nr.: 12825                                            | B    | G   | Kirchstrasse 47 700095 / 229137                 | |
| BW   | Datei hochladen · Wikidata zu Haus zu den zwei Raben (Q29881547)                            | Haus zu den zwei Raben KGS-Nr.: 13391                               | B    | G   | Ufenau 1 701483 / 230417                        | |
| BW   | Datei hochladen · Wikidata zu Arnstein (Q29881529)                                          | Arnstein KGS-Nr.: 13393                                             | B    | G   | Ufenau 1.5 701641 / 230396                      | |

## Übrige Baudenkmäler
| ID     | Foto |                                                                    | Objekt                   | Typ | Standort                                     | Beschreibung                                         |
| ------ | ---- | ------------------------------------------------------------------ | ------------------------ | --- | -------------------------------------------- | ---------------------------------------------------- |
| 29.004 | BW   | Datei hochladen                                                    | Kapelle Wilen            | G   | Wilen, Kirchweg 24.3 697677 / 227974         |                                                      |
| 29.006 | ja   | Datei hochladen · Wikidata zu Kapelle Drei Eidgenossen (Q16323808) | Kapelle Drei Eidgenossen | G   | Pfäffikon, 3-Eidgenossen 3.1 699865 / 227975 |                                                      |
| 29.008 | ja   | Datei hochladen                                                    | Gemeindehaus             | G   | Pfäffikon, Etzelstrasse 13 701485 / 228645   |                                                      |
| 29.012 | BW   | Datei hochladen                                                    | Haus                     | G   | Schindellegistrasse 115 699981 / 227877      |                                                      |
| 29.013 | BW   | Datei hochladen                                                    | Haus                     | G   | Bäch, Seestrasse 211 698882 / 229110         |                                                      |
| 29.014 | BW   | Datei hochladen                                                    | Haus                     | G   | Bäch, Seestrasse 212 698890 / 229075         |                                                      |
| 29.015 | BW   | Datei hochladen                                                    | Haus                     | G   | Kirchstrasse 8 699931 / 229203               |                                                      |
| 29.016 | BW   | Datei hochladen                                                    | Gasthaus Seeli           | G   | Bäch, Seestrasse 189 698553 / 229010         |                                                      |
| 29.018 | BW   | Datei hochladen                                                    | Faktorei Bäch            | G   | Bäch, Seestrasse 41 697415 / 228587          |                                                      |
| 29.019 | BW   | Datei hochladen                                                    | Haus                     | G   | Wilenstrasse 110 698304 / 228154             |                                                      |
| 29.022 | BW   | Datei hochladen                                                    | Gasthaus Rathaus         | G   | Pfäffikon, Rathausweg 14 701237 / 229189     |                                                      |
| 29.023 | BW   | Datei hochladen                                                    | Haus                     | G   | Pfäffikon, Stegstrasse 27 702028 / 228416    |                                                      |
| 29.024 | BW   | Datei hochladen                                                    | Haus                     | G   | Pfäffikon, Etzelstrasse 91 701955 / 228353   |                                                      |
| 29.025 | BW   | Datei hochladen                                                    | Haus                     | G   | Eulen, Haltenweg 20 698896 / 228231          |                                                      |
| 29.031 | BW   | Datei hochladen                                                    | Haus Halten              | G   | Schindellegistrasse 89 700323 / 228083       |                                                      |
| 29.036 | BW   | Datei hochladen                                                    | Haus                     | G   | Pfäffikon, Rebstockstrasse 9 701570 / 228602 |                                                      |
| 29.038 | ja   | Datei hochladen                                                    | Gasthaus Luegeten        | G   | Pfäffikon, Etzelstrasse 224 701298 / 227649  |                                                      |
| 29.039 | BW   | Datei hochladen                                                    | Pilgerkapelle Schwändi   | G   | Schwändistrasse 702735 / 226731              |                                                      |
| 29.040 | ja   | Datei hochladen · Wikidata zu Hotel Rössli (Q122969836)            | Hotel Rössli             | G   | Hurden, Hurdnerstrasse 137 703535 / 230162   |                                                      |
| 29.044 | BW   | Datei hochladen                                                    | Haus                     | G   | Wilen, Eulenweg 94 698000 / 227684           |                                                      |
| 29.047 | ja   | Datei hochladen                                                    | Wegkapelle               | G   | Wilen, Breitenstrasse 100.1 698435 / 228365  | Dem Heiligen Urban von Langres gewidmete Wegkapelle. |

Legende: Siehe Legende der Liste der Kulturgüter von nationaler und regionaler Bedeutung. Anstelle der KGS-Nummer wird als Objekt-Identifikator (ID) die Nummer im Kantonalen Schutzinventar (KSI) verwendet.